# Assedio di Corfù (1537)
L'assedio di Corfù del 1537 venne posto dall'imperatore Ottomano Solimano il Magnifico, contro la Repubblica di Venezia che occupava Corfù, nel corso della terza guerra ottomano-veneziana (1537-1540), una delle numerose guerre ottomano-veneziane del periodo.

## Spedizione di Valona
Nell'ambito dell'alleanza franco-ottomana, nel 1537 erano state programmate importanti operazioni militari combinate tra Regno di Francia e Impero ottomano, contro la Repubblica di Venezia. Gli Ottomani avrebbero attaccato l'Italia meridionale e Napoli con la flotta di Barbarossa e Francesco I avrebbe attaccato il nord Italia con 50000 uomini. Nel frattempo Solimano avrebbe portato un esercito di 300000 uomini da Costantinopoli all'Albania, con l'obiettivo di trasportarli in Italia con la flotta. La flotta ottomana si riunì a Valona con 100 galee, accompagnata dall'ambasciatore francese Jean de La Forêt e sbarcò quindi a Castro, alla fine di luglio del 1537, partendo due settimane dopo con molti prigionieri. Barbarossa aveva devastato la regione intorno ad Otranto, trasportando circa 10000 uomini in schiavitù. Francesco I non riuscì però a soddisfare il suo impegno, attaccando invece i Paesi Bassi.

## Assedio
Gli ottomani partirono dal Sud Italia, e deviarono le loro forze per porre l'assedio a Corfù, un possedimento della Repubblica di Venezia, nel mese di agosto del 1537. Solimano decise di attaccare Corfu partendo da Valona il 19 Agosto 1537. La flotta, composta da circa 320 navi, iniziò il bombardamento di Corfù il 26 agosto, e le truppe ottomane, forti di 25000 uomini, sbarcarono nell'isola.

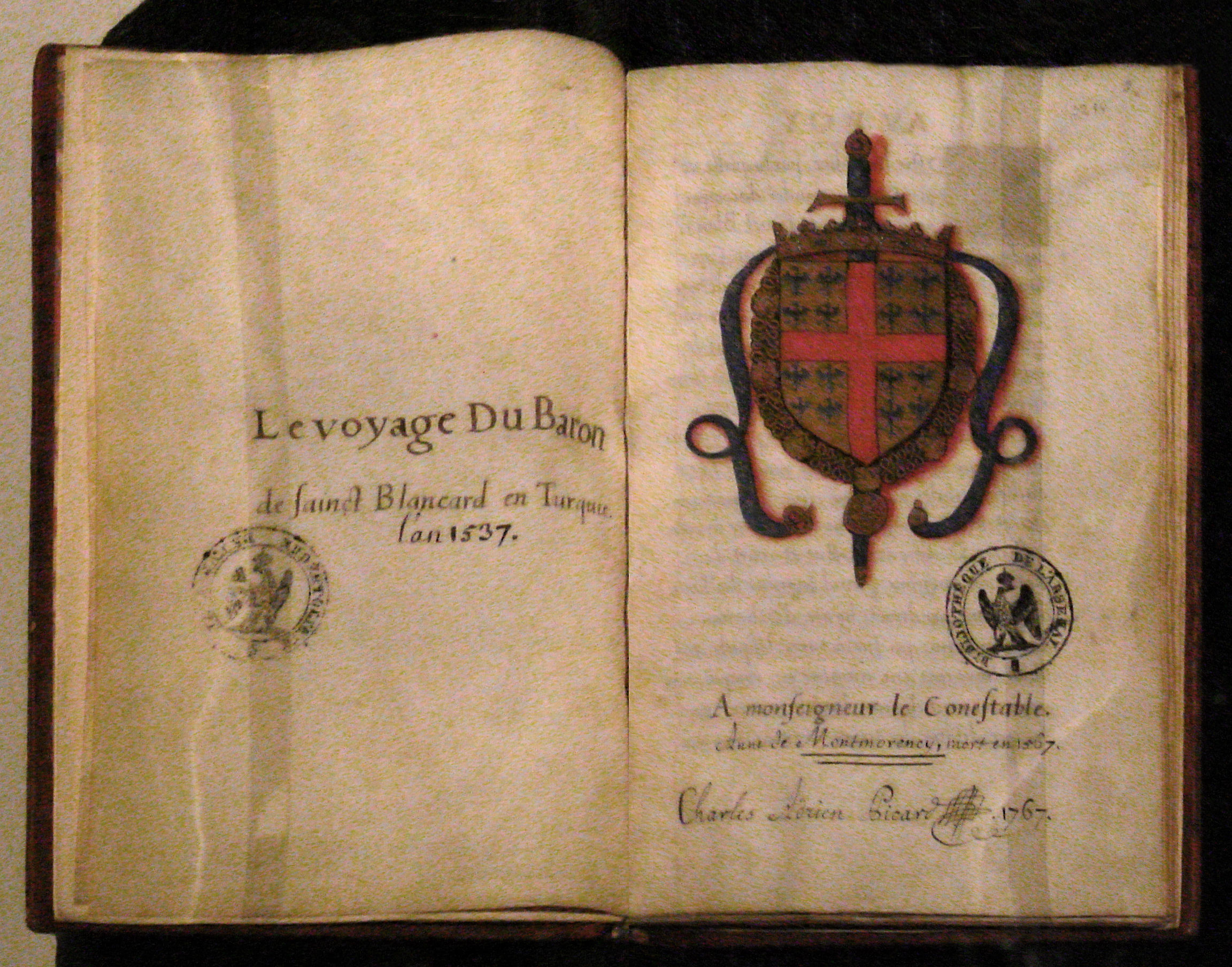
Le Voyage du Baron de Saint Blancard en Turquie, di Jean de la Vega, (dopo il 1538).

All'assedio, gli ottomani vennero raggiunti dall'ammiraglio francese Baron de Saint-Blancard, che aveva lasciato Marsiglia il 15 agosto con 12 gallee, e giunse a Corfù ai primi di settembre del 1537. Saint-Blancard non riuscì a convincere gli ottomani a ripetere gli assalti alle coste della Puglia, Sicilia e alla Marca di Ancona. Alla fine Solimano, preoccupato da un'epidemia scoppiata tra le sue truppe, decise di rientrare a Costantinopoli con la flotta a metà settembre, senza aver conquistato Corfù.
L'ambasciatore francese Jean de La Forêt si ammalò gravemente e morì di lì a poco. Francesco I riuscì a penetrare in Italia, e raggiunse Rivoli il 31 ottobre del 1537.
La flotta di Saint-Blancard passò l'inverno a Chios dove si fermò fino al 17 febbraio 1538. Fu deciso che tre navi sarebbero andate a Costantinopoli, mentre il resto della flotta sarebbe tornato in Francia. A Costantinopoli vennero ricevuti dall'ambasciatore francese Charles de Marillac. Hayreddin Barbarossa sostenne le spese e le galee francesi lasciarono la Turchia l'11 aprile 1538 facendo ritorno a Nizza con uno scalo tecnico a Monastir.
In conseguenza dell'assedio i veneziani decisero di formare un'alleanza con il Papa e gli Asburgo contro gli Ottomani Il 18 giugno 1538, Francesco I firmò la tregua di Nizza con Carlo V, abbandonando così temporaneamente l'alleanza franco-ottomana.